# Попов, Сергей Александрович (врач)
Сергей Александрович Попов (1850 — после 1919) — врач, фармаколог, заслуженный профессор Харьковского университета и директор Харьковского женского медицинского института.

## Биография
Из семьи потомственных дворян Воронежской губернии. Среднее образование получил в Воронежской гимназии. После её окончания поступил в Медико-хирургическую академию, которую окончил с отличием (1872). После окончания академии был назначен младшим врачом на военную службу, которую проходил в разных полках и бригадах. Был направлен в Петербург в Медико-хирургическую академию для изучения военно-полевой хирургии (1875), а затем командирован в Николаевский военный госпиталь (1876). Находясь в Санкт-Петербурге занимался экспериментальной работой в фармакологической лаборатории академии под руководством И. П. Павлова, где исполнил диссертационную работу по фармакологии пилокарпина на степень доктора медицины, которую защитил в 1878 году.
Работал на кафедре фармакологии Военно-медицинской академии (1878—1895) сначала ассистентом без платы, затем (1881) штатным ассистентом, приват-доцентом (1884). Был командирован по распоряжению военного ведомства на Кавказские минеральные воды (1885—I892), где работал врачом в Железноводске, а затем — старшим врачом всего курорта. Делопроизводитель особой комиссии при главном военно-медицинском управлении по пересмотру каталогов и военной фармаклогии (1888). Зачислен в запас чинов военно-медицинского ведомства (1892), но оставался в должности старшего врача Кавказских минеральных вод и чиновника особых поручений VI класса при Министерстве государственного имущества, а с 1896 г. — был консультантом при управлении Кавказских минеральных вод. В 1895 году был назначен экстраординарным профессором по кафедре фармакологии в Императорский Харьковский университет. Создал и переоборудовал фармакологическую лабораторию. Преподавание фармакологии было поставлено на экспериментальное основание, к работе в научной лаборатории широко привлекались практические врачи и студенты.
Во время руководства Попова кафедрой (1897—1904) сотрудниками было защищено 12 диссертаций, напечатана 31 научная работа по различным вопросам фармакологии. Собственные публикации профессора Попова были посвящены фармакологическому изучению стирола, нескольких новых мочегонных средств народной медицины, трихлорфенола, паральдегида, сульфонала, истории жаропонижающих средств, вопросам преподавания фармакологии, исследованию минеральных источников на Кавказе. Опубликовал систематический указатель литературных данных о Кавказских минеральных водах (1889), учёный ежегодно (1885—1898) публиковал в трудах Общества охранения народного здравия свои наблюдения о состоянии минеральных вод Железноводской группы и предложения к медицинской комиссии о санитарном устройстве отдельных источников и Кавказских минеральных вод в целом. Автор более 60-и научных работ по фармакологии и 100-летней истории кафедры фармакологии Харьковского университета (1805—1904).
17 октября 1912 года был избран директором Женского медицинского института Харьковского медицинского общества и работал на этой должности до 1919 года, когда институт был закрыт, а все студенты переведены на медицинский факультет Харьковского университета. Заслуженный ординарный профессор Харьковского университета.